# Сандомирська пуща

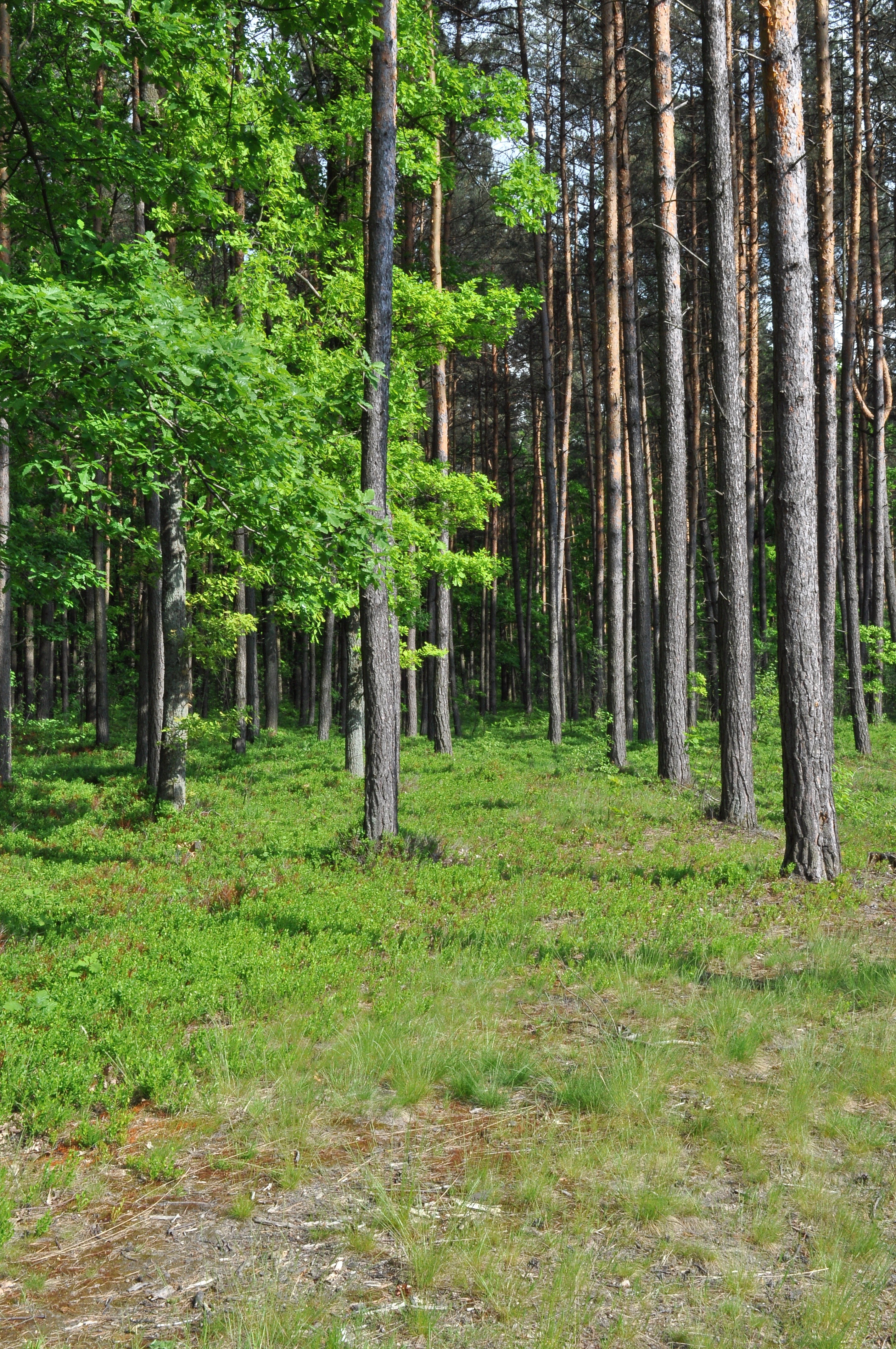
Соснова діброва на околиці Мелеця

Сандомирська пуща (пол.: Puszcza Sandomierska) — великий лісовий ареал у межах Сандомирської низовини у Підкарпатському воєводстві Польщі. У напрямку із північного заходу на південний схід простягається від Тарнобжега до Ряшева (більше 50-ти кілометрів). Вважається історичним етнічним кордоном між територіями проживання східнослов'янських та західнослов'янських племен, а відтак руського Перемишльського та польського Краківського князівств. До операції «Вісла» служила західною межею української етнічної території та етнографічного регіону Надсяння.
Місцевість часто заболочена, переважають соснові, дубові та вільхові породи, а також береза, ялина, клен і ясен.
З рослин та кущів поширені: ялівець, ліщина, чорниці, журавлини, лісові фіалки, звичайна шипшина тощо.
З тварин: олені, косулі, кабани, зайці, їжаки, кроти, лисиці, куниці і борсуки, інколи вовки та лосі.
З рідкісних тварин, що перебувають під охороною в Сандомирській пущі зустрічаються: сиворакші, білоокі чені, середземноморські мартини, тетеруки, крячки річкові, дрімлюги, лісові жайворонки, білошиї мухоловки, бугаї, чорні лелеки, білохвості орлани, сиві жовни, кропив'янки рябогруді, тернові сорокопуди.

## Зауваги
1. ↑  станом на 2013 рік